# Mirakl
Mirakl — французская компания, занимающаяся разработкой программного обеспечения для электронной коммерции на основе облачных технологий, со штаб-квартирами в Париже, Франция и Сомервилле, штат Массачусетс. Она предлагает программное обеспечение онлайн-рынка для розничных продавцов и производителей.

## История
Соучредители Филипп Корро и Адриен Нуссенбаум встретились в 2004 году и вместе в 2006 году основали Splitgames, рынок электронной коммерции B2C. Позже Коррот и Нуссенбаум основали Mirakl в 2012 году.
В 2013 году Mirakl открыла свой первый офис в Великобритании. В 2015 году компания Mirakl открыла штаб-квартиру в Бостоне.
Mirakl представил платформу Mirakl Marketplace в 2017 году. В том же году Mirakl был включен в цикл рекламы Gartner для цифровой коммерции: приложения для работы на рынке. В 2018 году компания запустила Mirakl Catalog Manager (MCM) для улучшения качества данных о товарах. Mirakl Connect, платформа экосистемы рынка, была запущена в 2019 году.
В 2020 году Mirakl запустила 66 новых онлайн-маркетплейсов, включая платформы для Carrefour, H&M Home, Decathlon и Kroger. Компания запустила платформу StopCovid19.fr, чтобы помочь распространять средства индивидуальной защиты для борьбы с пандемией COVID-19. Менее чем за неделю было доставлено 300 000 литров дезинфицирующего средства для рук и 320 000 масок для лица. Ahold Delhaize объявила, что запустит свой цифровой рынок в начале 2021 года с использованием программной платформы Mirakl.
В апреле 2021 United Natural Foods заключила партнерское соглашение с Mirakl для разработки первого в Северной Америке оптового онлайн-рынка продуктов питания.
В мае 2021 года Mirakl объявила о выпуске новых функций, включая категоризацию AI, унифицированные операции прямой поставки и упрощенные продажи B2B.
SalonCentric L’Oréal запустила новую торговую площадку для электронной коммерции в июне, используя платформу Mirakl Marketplace, а Debenhams сделала то же самое в октябре.
В ноябре 2021 года Macy’s, Inc. объявила, что станет партнером Mirakl для запуска онлайн-рынка на Macys.com и Bloomingdales.com. Mirakl также объявила о своем первом приобретении французского стартапа по выставлению счетов и соблюдению требований Octobat.

## Клиенты
Mirakl создал платформы SaaS для более чем 300 компаний по всему миру, в том числе: Carrefour, Conrad Electronic, Toyota Material Handling, AStore by Accor, Kroger, H&M, Urban Outfitters, Darty , Best Buy Canada, Siemens Mobility, Galleria Inno, Tetra Pak , Macy’s, Inc., L’Oréal, Walmart.